# María Sánchez Lorenzo
Dit is een Spaanse naam; Sánchez is de vadernaam en Lorenzo is de moedernaam.
María Antonia Sánchez Lorenzo (Valencia, 7 november 1977) is een voormalig tennisspeelster uit Spanje. Zij begon haar professionele carrière in 1994 en beëindigde haar loopbaan in 2006. Haar hoogste notering op de WTA-ranglijst in het enkelspel is de 33e plaats (april 2004).
Op de WTA-tour wist zij één enkelspeltitel te behalen. Zij won in 1999 het WTA-toernooi van Knokke-Heist door in de finale de Tsjechische Denisa Chládková te verslaan. Haar beste resultaat op een grandslamtoernooi is de vierde ronde op de Australian Open in 1999. Zij verloor toen van de Belgische Dominique Van Roost.
In het dubbelspel haalde zij geen titels op de WTA-tour, hoewel zij wel driemaal een finale bereikte, tweemaal met haar landgenote Gala León García en eenmaal met de Argentijnse Gisela Dulko. Op de ITF-tour won zij wel eenmaal een dubbelspeltitel.

## Posities op deWTA-ranglijst
Positie per einde seizoen:
| jaar | rang enkelspel | rang dubbelspel |
| ---- | -------------- | --------------- |
| 1992 | 925            | –               |
| 1993 | 440            | 734             |
| 1994 | 131            | 516             |
| 1995 | 125            | 400             |
| 1996 | 117            | 163             |
| 1997 | 53             | 636             |
| 1998 | 71             | 191             |
| 1999 | 41             | 191             |
| 2000 | 99             | 121             |
| 2001 | 215            | 795             |
| 2002 | 110            | –               |
| 2003 | 42             | –               |
| 2004 | 52             | –               |
| 2005 | 83             | 193             |
| 2006 | 137            | 98              |

## Palmares
| Legenda                |
| ---------------------- |
| Grandslamtoernooi      |
| Olympische Spelen      |
| Year-End Championships |
| Tier I                 |
| Tier II                |
| Tier III               |
| Tier IV & V            |

### WTA-finaleplaatsen enkelspel
| nr.              | finale     | toernooi         | ondergrond | tegenstandster   | score         |         |
| ---------------- | ---------- | ---------------- | ---------- | ---------------- | ------------- | ------- |
| gewonnen finales |            |                  |            |                  |               |         |
| 1.               | 1999-08-08 | WTA Knokke-Heist | gravel     | Denisa Chládková | 6-7, 6-4, 6-2 | details |
| verloren finales |            |                  |            |                  |               |         |
| 1.               | 2003-05-24 | WTA Madrid       | gravel     | Chanda Rubin     | 4-6, 7-5, 4-6 | details |
| 2.               | 2004-02-29 | WTA Bogota       | gravel     | Fabiola Zuluaga  | 6-3, 4-6, 2-6 | details |

### WTA-finaleplaatsen vrouwendubbelspel
| nr.              | finale     | toernooi    | ondergrond | partner          | tegenstandsters             | score    |         |
| ---------------- | ---------- | ----------- | ---------- | ---------------- | --------------------------- | -------- | ------- |
| gewonnen finales |            |             |            |                  |                             |          |         |
| geen             |            |             |            |                  |                             |          |         |
| verloren finales |            |             |            |                  |                             |          |         |
| 1.               | 1999-07-18 | WTA Sopot   | gravel     | Gala León García | Laura Montalvo Paola Suárez | 4-6, 3-6 | details |
| 2.               | 2000-05-27 | WTA Madrid  | gravel     | Gala León García | Lisa Raymond Rennae Stubbs  | 1-6, 3-6 | details |
| 3.               | 2006-05-07 | WTA Estoril | gravel     | Gisela Dulko     | Li Ting Sun Tiantian        | 2-6, 2-6 | details |

## Resultaten grandslamtoernooien
| Legenda | Legenda                          |
| ------- | -------------------------------- |
| g.t.    | geen toernooi gehouden           |
| l.c.    | lagere categorie                 |
| –       | niet deelgenomen                 |
| G       | uitgeschakeld in de groepsfase   |
| 1R      | uitgeschakeld in de eerste ronde |
| 2R      | uitgeschakeld in de tweede ronde |
| 3R      | uitgeschakeld in de derde ronde  |
| 4R      | uitgeschakeld in de vierde ronde |
| KF      | uitgeschakeld in de kwartfinale  |
| HF      | uitgeschakeld in de halve finale |
| F       | de finale verloren               |
| W       | het toernooi gewonnen            |
| w-v     | winst/verlies-balans             |

### Enkelspel
| Toernooi        | 1996 | 1997 | 1998 | 1999 | 2000 | 2001 | 2002 | 2003 | 2004 | 2005 | 2006 |
| --------------- | ---- | ---- | ---- | ---- | ---- | ---- | ---- | ---- | ---- | ---- | ---- |
| Australian Open | 2R   | 1R   | 1R   | 4R   | 1R   | 1R   | –    | 1R   | 1R   | 1R   | 3R   |
| Roland Garros   | 2R   | –    | 1R   | 3R   | 1R   | 1R   | –    | 3R   | 2R   | 2R   | 1R   |
| Wimbledon       | 1R   | 2R   | 1R   | 3R   | 1R   | –    | 1R   | 1R   | 2R   | 2R   | 1R   |
| US Open         | 1R   | 1R   | 1R   | 2R   | 2R   | –    | –    | 3R   | 1R   | 2R   | 1R   |

### Vrouwendubbelspel
| Toernooi        | 2001 |    | 2005 | 2006 |
| --------------- | ---- | -- | ---- | ---- |
| Australian Open | 1R   | 1R | 2R   |      |
| Roland Garros   | –    | –  | 2R   |      |
| Wimbledon       | –    | 2R | 2R   |      |
| US Open         | –    | –  | 1R   |      |

### Gemengd dubbelspel
| Toernooi        | 2004 |
| --------------- | ---- |
| Australian Open | –    |
| Roland Garros   | 2R   |
| Wimbledon       | –    |
| US Open         | –    |